# 聖母子と聖アグネスと聖マルティナ
『聖母子と聖アグネスと聖マルティナ』（せいぼしとせいアグネスとせいマルティナ、西: La Virgen con el Niño y las santas Inés y Martina、英: Madonna and Child with Saint Martina and Saint Agnes）は、ギリシャ・クレタ島出身であるマニエリスム期のスペインの巨匠エル・グレコがキャンバス上に油彩で制作した聖母子、聖アグネスと聖マルティナを主題とした作品である。画家は、1597-1599年にトレドのサン・ホセ礼拝堂のために祭壇衝立を制作したが、本作はその祭壇衝立を構成した作品のうちの1点である。作品は1906年まで同礼拝堂にあったが売却され、最終的に1942年、ピーター・アレル・ブラウン・ワイドナーのコレクションからワシントン・ナショナル・ギャラリーに寄贈された。

## サン・ホセ礼拝堂祭壇衝立
1590年代後半はエル・グレコにとってきわめて重要で、実り豊かな時期であった。この時期に、画家はスペイン時代に受注した6つの祭壇衝立のうちの2つを制作した。ドーニャ・マリア・デ・アラゴン学院の祭壇画とサン・ホセ礼拝堂のために制作された祭壇画である。サン・ホセ礼拝堂の主祭壇の中央パネルには『聖ヨセフと幼子イエス』(サン・ホセ礼拝堂)、その上に『聖母戴冠』(サン・ホセ礼拝堂)、南側の脇祭壇には本作『聖母子と聖アグネスと聖マルティナ』、北側の脇祭壇には『聖マルティヌスと乞食』(ワシントン・ナショナル・ギャラリー) が飾られた。この礼拝堂は、1569年に亡くなったトレド大学の神学教授で慈悲心に富んだマルティン・ラミ―レス・デ・サーヤスにより建立され、彼の遺言に従ってイエス・キリストの養父聖ヨセフ (スペイン語で「サン・ホセ」) に捧げられたキリスト教世界初の礼拝堂であった。中央祭壇に幼子イエスを守る聖ヨセフが描かれているのはそのためである。

## 作品
本作では、聖ヨセフの理解と庇護によって神の母としての使命を果たしえた聖母マリアが、初期キリスト教時代の2人の処女聖女の間の、神秘的な雲が作り出す天上の玉座に腰かけている。画面はヴェネツィア派風の「聖会話」の構図に倣っている。1590年代末の作品にしては各人物にほとんどデフォルメは見られず、マニエリスム的な身体も優美さという特徴が強調されている。顔の表情もマリアがやや定型的であるとはいえ、幼子イエス・キリスト、天使、聖女は端正で、かつ生き生きしており、特に天使の髪の表現は見事である。構図は完全な均衡を持ち、華やかで調和を見せる色彩は青白い光を浴びて美しく輝いている。
前景に配されている2人の聖女のうち左にいるのは、ディオクレティアヌス帝治下の305年頃にローマで殉教した聖アグネスであり、彼女のアトリビュートである仔羊を左手に載せている。彼女はキリストの花嫁であると明言して、ローマ執政官の息子との結婚を拒んだため、執政官は彼女を辱めることで決心を変えさせようと着ている服を奪わせた。ところが彼女が祈ると髪が伸びて体を覆い隠し、明るく輝く上着が天から降った。彼女は焚刑にも耐え、最後は剣で首を刎ねられて殉教した。埋葬後、多くのキリスト教徒が墓参したが、ある時、彼女は天の光背に照らされ、純潔の象徴である仔羊を連れて、彼らの前に現れた。
右側にいる聖女は聖マルティナであると思われる。彼女はライオン－その頭に署名が記されている－を伴い、殉教のシンボルである棕櫚の葉を肩に載せているが、このアトリビュートに合致する人物は聖マルティナとは限らない。しかし、「マルティナ」は礼拝堂の寄進者の霊名「マルティン」のスペイン語の女性形であり、そのためこの作品に描かれていると考えられる。